# Sashegy
Sashegy (egybeírva) Budapest egyik városrésze a XI. és a XII. kerületben. Nevét a Sas-hegyről kapta.

## Fekvése
- Határai: Hegyalja út a Dayka Gábor utcától – Kálló esperes utca – Hegyalja út – Budaörsi út – Brassó út – Dayka Gábor utca a Hegyalja útig.

Sashegy - 1845 előtt

## Története
A Sashegy elnevezésére vonatkozóan Hanusz István „Hazai történetünk állatregéiről” című 19. század közepén megjelent kötetében arról ír, hogy a budai Sashegy azért kapta a nevét, mert 1686-ban, Buda visszafoglalásakor sasok röpültek erről a hegyről fel. A sokáig keringő legenda ellenére a hegy elnevezése sokkal prózaibb okokra vezethető vissza. 
A neve eredetileg még Mátyás király korában Nemes-hegy volt, mert ezen a vidéken húzódtak a nemes urak szőlő-birtokai, míg a polgárság szőlőskertjei a szomszédos Polgár-hegyen terültek el. A két szőlőhegyet a budai német polgárság így is nevezte Adelsbergnek azaz Nemes-hegynek, és Burgerbergnek, vagyis Polgárhegynek. Az 1830-as évektől datálhatóan Döbrentei Gábor és baráti társasága igyekezett a budai német helyneveket visszamagyarosítani. A visszamagyarosítás során az 1847-ben tartott dűlőkeresztelő alkalmával két helynevet tévesen tükör-fordítottak, amik közül az egyik a Sashegy, míg a másik Zugliget volt. Úgy tartják, hogy a német Adelsberg helyett az erős akcentussal beszélő budai sváboktól az előbbihez igen hasonló hangzású Adlersberg megnevezését vették alapul Döbrenteiék és így lett a Nemes-hegy elnevezés helyett a német tükörfordításából Adlerberg, azaz Sashegy.